# هارون إس. ميريل
هارون إس. ميريل (بالإنجليزية: Aaron S. Merrill)‏ هو ضابط أمريكي، ولد في 26 مارس 1890 في Brandon Hall (Washington, Mississippi) ‏ في الولايات المتحدة، وتوفي في 28 فبراير 1961 في ناتشيز في الولايات المتحدة.